# Súng máy Lewis
Súng máy Lewis là một trong những loại súng máy hạng trung (còn gọi là trung liên) đầu tiên được sản xuất đại trà và được sử dụng rất nhiều trong Thế chiến thứ nhất bởi phe Hiệp Ước.

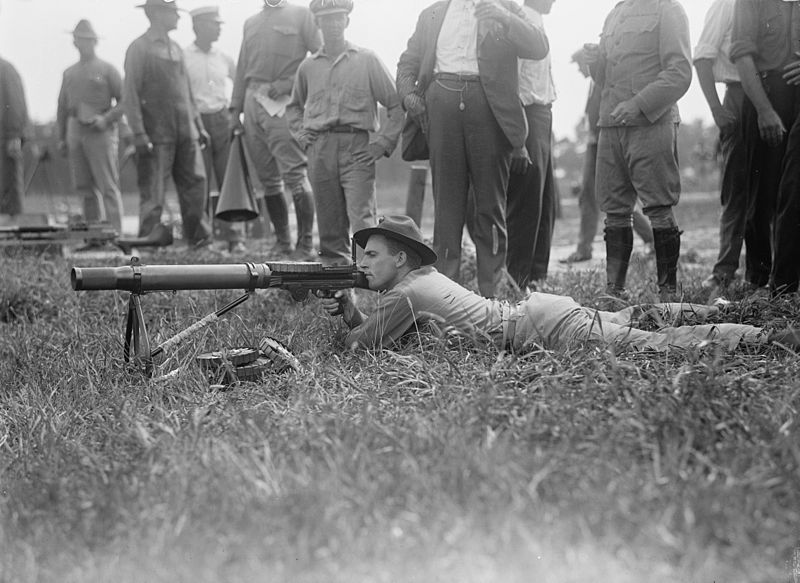
Một người lính đang luyện tập với súng máy Lewis

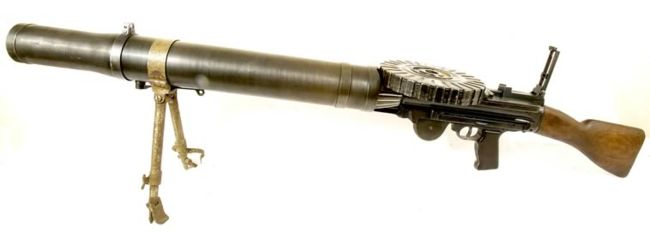
Hình ảnh của khẩu súng máy Lewis.

Súng Lewis được thiết kế tại Mỹ do Đại tá Isaac Newton Lewis, dựa trên súng máy trước đó của Tiến sĩ Samuel McLean, nhưng không được hỗ trợ nhiều từ giới quân đội trong thị trường vũ khí Mỹ. Lewis trở nên thất vọng và cố gắng thuyết phục quân đội Mỹ thông qua thiết kế của mình và ông về xin hưu. Ông rời Hoa Kỳ vào năm 1913 và hướng đến Bỉ (và ngay sau đó, Vương quốc Anh). Ông thành lập công ty Armes Automatiques Lewis SA để có điều kiện sản xuất thương mại của thiết kế súng của mình. Từ đó súng máy hạng nhẹ Lewis đang cố gắng phát triển ở nước ngoài, dựa trên công ty US-Arms Co, tìm được bằng sáng chế cho súng Lewis. Armes Automatiques Lewis SA đã có hợp đồng sản xuất đầu tiên cho thị trường châu Âu vào năm 1913 với công ty Birmingham Small Arms (BSA) của Anh. Kết quả là Đại tá Lewis nhận được đáng kể tiền bản quyền và trở nên rất giàu có. Lô đầu tiên là 50 súng Lewis do BSA đảm nhận đã được hoàn thành vào giữa năm 1913. Khi thế chiến I bùng nổ, BSA đã nhận được đơn đặt hàng cho súng Lewis, và đến cuối của cuộc chiến tranh công ty này đã sản xuất hơn 15 ngàn khẩu súng Lewis. Tại Hoa Kỳ, súng máy Lewis được sản xuất với cỡ nòng 7.62 mm, chủ yếu cho Không quân, Lục quân Hoa Kỳ và Thủy quân lục chiến. Trung liên Lewis cũng đã được sử dụng rộng rãi như là một vũ khí chủ lực trên các máy bay chiến đấu trong thế chiến I và trong vài thập kỷ sau đó. Súng Lewis đã trở nên nổi tiếng ở Anh vì được sản xuất và nó được sử dụng rộng rãi bởi quân đội Anh trong thế chiến I và các cuộc chiến sau đó sau đó như trong cuộc nội chiến ở Tây Ban Nha. Trong thế chiến II, rất nhiều súng bộ binh Lewis đã được lấy từ các kho vũ khí dự trữ và cấp cho các đơn vị Cảnh sát Anh. Quân đội Anh – Hoa Kỳ thường dùng súng Lewis trên máy bay thì người Đức sử dụng nó trên các chòi canh với nhiệm vụ bảo vệ. Súng máy Lewis cũng đã được sản xuất theo giấy phép tại Nhật Bản, được sử dụng rộng rãi trong Thế chiến II và nhiều cuộc chiến khác.Nó cũng được sản xuất ở Hà Lan. Trung liên Lewis hoạt động theo nguyên tắc trích khí vận hành, làm mát bằng không khí, hoàn toàn tự động. Nó có một nòng di động với bộ tản nhiệt nhôm, kèm theo các ống tản nhiệt có đường kính tương đối lớn; bao tản nhiệt đã được mở cửa từ cả hai phía trước và phía sau. Khi súng bắn giật lùi lại, làm tăng áp suất không khí lưu thông bên trong ống tản nhiệt từ sau đến trước, cung cấp không khí làm mát cho nòng tương đối nhẹ. Trong các phiên bản máy bay ống tản nhiệt thường được loại bỏ để giảm trọng lượng. Hệ thống cấp đạn của súng Lewis cũng đặc biệt, nó như cái chảo phẳng, mà được cấu tạo bên trong với vòng hai lớp, không có lò xo để đưa đạn vào khẩu súng. Thay vào đó, ổ đạn được trang bị tự động, thông qua cơ chế đặc biệt hoạt động gồm bộ đòn bẩy với hai cam. Với mỗi chu kỳ của chốt, ổ đạn được quay một bước để viên đạn kế tiếp vào vị trí sẵn sàng. Đối với không chiến, ổ đạn gồm bốn lớp với số lượng đạn lớn hơn đã được sản xuất.
- Cỡ đạn: .303 (7,7x57 mmR), 30-06 (7.62x63 mm) và những loại đạn khác...
- Trọng lượng: 11.8 kg
- Dài: 1283 mm
- Độ dài nòng: 666 mm
- Kiểu băng đạn: chứa 47 hoặc 97 viên đạn

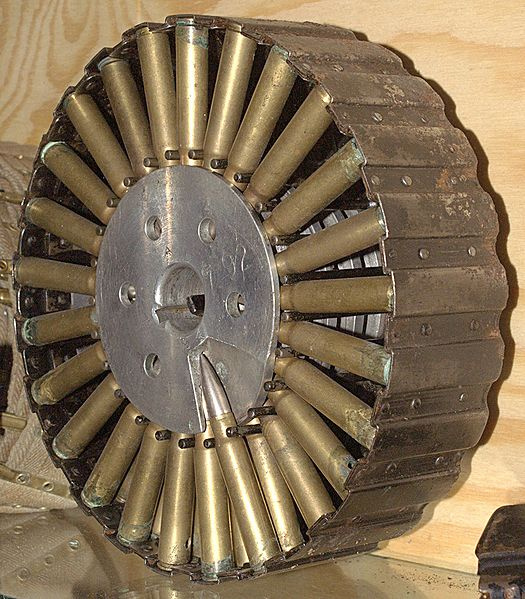
Hộp đạn thông dụng của súng máy Lewis.

- Tốc độ bắn: 550 viên/phútHộp đạn thông dụng của súng máy Lewis.Thước ngắm cơ khí của súng chia vạch lên tới mốc 3200 m.